# Morna
Morna – gatunek muzyczny i praktyka choreograficzna obejmująca śpiew, muzykę, poezję i taniec, pochodząca z Republiki Zielonego Przylądka, uznawana za narodową muzykę tego kraju.
Morna jest grana w wolnym tempie, przypominającym nieco portugalskie fado czy brazylijską sambę-canção. Jedną z najsłynniejszych wykonawczyń tradycyjnej morny, a także muzyki coladeira (odmiany morny o szybszym tempie) była Cesária Évora. W 2019 roku praktyka muzyczna morny wpisana została na listę reprezentatywną niematerialnego dziedzictwa kulturowego ludzkości.

## Charakterystyka

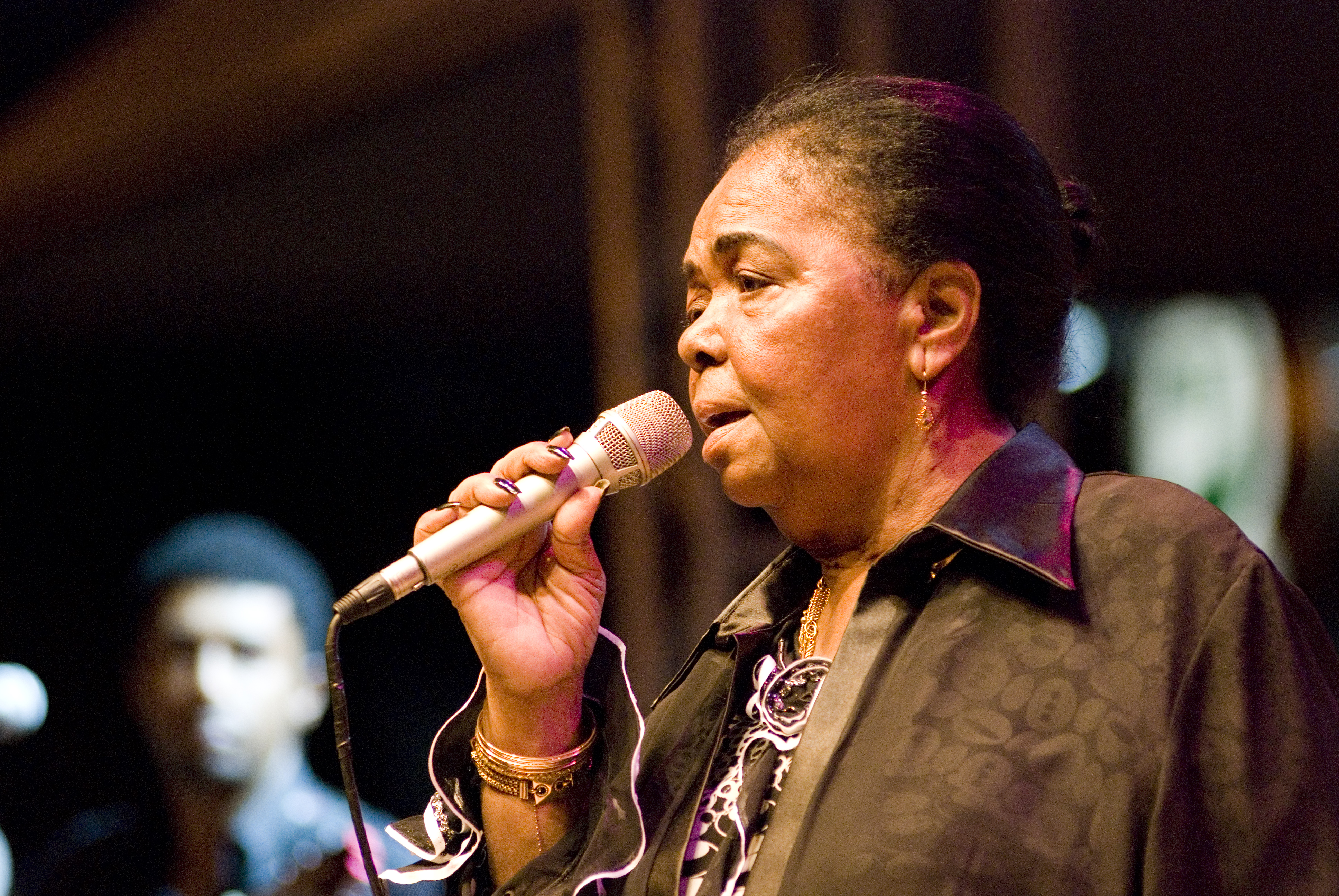
Cesária Évora, najsłynniejsza wykonawczyni morny (2008)

Morna praktykowana jest na całym archipelagu Wysp Zielonego Przylądka, ale największe znaczenie ma w miejscowościach Nova Sintra na wyspie Brava, Mindelo na wyspie São Vicente, Sal Rei na wyspie Boa Vista oraz w Sao Domingos i w stolicy kraju, Prai, na wyspie Santiago. Tradycja popularna jest również wśród kabowerdyjskich imigrantów w Europie, Afryce i Ameryce Północnej i Południowej.
Morna może być śpiewana lub tylko grana na instrumentach muzycznych, głównie z grupy chordofonów – na gitarze, skrzypcach, ukulele (wpływ brazylijski), a niegdyś także gitarze dziesięciostrunowej, zastąpionej w XX wieku przez cavaquinho. Współcześnie do zestawu instrumentów akompaniujących wprowadzono również fortepian, perkusję i kontrabas, ale gitara nadal pozostaje najważniejszym i najbardziej preferowanym instrumentem.
Słowa morny mogą być improwizowane, a poruszana tematyka obejmuje m.in. miłość, rozstanie, pojednanie, emigrację, ocean, ojczyznę i tęsknotę za nią. Obecnie teksty tworzone są w języku kreolskim Wysp Zielonego Przylądka, dawniej wykorzystywany był również język portugalski.
Morna jako gatunek muzyczny odgrywa bardzo ważną rolę w życiu mieszkańców Republiki Zielonego Przylądka, towarzysząc wydarzeniom społecznym oraz uroczystościom rodzinnym praktycznie od urodzenia aż do śmierci. Na wszystkich wyspach istnieje tradycja grania morny siódmego dnia po narodzinach dziecka, co ma przynieść mu szczęście, natomiast na pogrzebach wykonywane są morny Partida, Djosa kem mandob morre i Iternidade. Muzyka ta obecna jest w przestrzeni publicznej i wzmacnia poczucie przynależności do wspólnoty. Depozytariuszami tradycji i jej praktykami są muzycy, śpiewacy, kompozytorzy i poeci, którzy upowszechniają mornę i przekazują wiedzę o niej młodszym pokoleniom. Transmisja kulturowa odbywa się również poprzez warsztaty, programy radiowe, festiwale i konkursy muzyczne, działają także szkoły morny.

## Historia

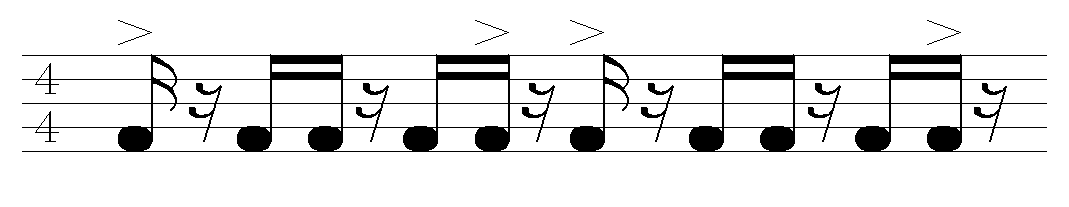
Model rytmiczny morny, ± 60 uderzeń na minutę

Okoliczności powstania morny jako gatunku muzycznego oraz pochodzenie tej nazwy nie są pewne. Za kolebkę tradycji powszechnie uznawana jest wyspa Boa Vista, zasiedlona w XVI wieku, gdzie mornę tworzyły głównie kobiety i miała ona szybsze tempo i charakter bardziej satyryczny. Pierwsze morny mogły być inspirowane muzyką landum i modinha z Brazylii, a za najstarszy utwór czasem uznaje się Babilônię, której autorką ma być Maninha Santos z miasteczka Povoação Velha. Pod koniec XIX wieku pochodzący z wyspy Brava poeta i kompozytor Eugénio Tavares wzbogacił mornę o elementy bardziej liryczne oraz tematy miłości, idealizacji kobiety i tęsknoty, obecne w tym gatunku do dziś. W latach 20. i 30. XX wieku Tavares wraz z kompozytorem B. Lezą i instrumentalistą Luísem Rendallem, zainspirowani grą na gitarze brazylijskich żeglarzy, którzy przypłynęli na São Vicente, wprowadzili do muzyki półton i akordy przejściowe, co nadało jej pewien dramatyzm. W tym okresie morna stała się popularnym gatunkiem muzycznym obecnym w barach i slumsach Mindelo, a światowej sławy wykonawcy Cesária Évora i Adriano „Bana” Gonçalves urodzili się w tym mieście.
Istnieje kilka wyjaśnień pochodzenia nazwy morna. Słowo może pochodzić od portugalskiego morno – „ciepły” lub od angielskiego to mourn – „rozpaczać, lamentować”, lub francuskiego morne – „mroczny, smutny, melancholijny”.